# みなとみらい
みなとみらいは、神奈川県横浜市西区の町名。現行行政地名はみなとみらい一丁目から六丁目。住居表示実施済み区域。

## 地理
横浜市西区の沿岸部に所在し、東京湾横浜港周辺の埋立地がほとんどを占める。横浜駅と関内エリアの間にある再開発地区である「横浜みなとみらい21」の「中央地区」がほぼ該当する。
また、再開発以前は現在のみなとみらい二・三丁目一帯に三菱重工業横浜造船所、四・五丁目一帯に高島埠頭、五・六丁目一帯と高島一丁目の辺りに貨物線（通称高島線）の高島駅（高島ヤード）があった。
2000年以降、東京に集中した首都機能を分担する形で都市開発が進んだ。2004年には横浜高速鉄道みなとみらい線が開業し、横浜駅を介して東急東横線と相互直通運転を開始した。

## 歴史
- 1934年（昭和9年）6月15日 - 表高島駅が、後のみなとみらい六丁目に開業。
- 1982年（昭和57年）11月14日 - 同日限りで表高島駅が廃止[11]。

### 年表
- 1989年（平成元年）10月2日 - 住居表示の実施に伴い、みなとみらい一丁目から五丁目を新設[12][13][14]。
- 1990年（平成2年）11月19日 - 埋立地編入に伴い、一丁目および五丁目の区域を変更[15][16][17]。
- 1992年（平成4年）11月30日 - 埋立地編入に伴い、一丁目および五丁目の区域を変更[18][19]。
- 1997年（平成9年）12月15日 - 埋立地編入に伴い、一丁目の区域を変更[20][21][22]。
- 2005年（平成17年）10月31日 - 六丁目を新設、一丁目および五丁目の区域を変更[23][24]。

### 町名の変遷
| 実施後             | 実施年月日     | 実施前（特記なければ、各町名、埋立地ともその一部）                                                                 |
| ------------------ | -------------- | --- |
| みなとみらい一丁目 | 1989年10月2日  | 緑町地先の公有水面埋立地                                                                                           |
| みなとみらい一丁目 | 1990年11月19日 | みなとみらい一丁目に隣接する公有水面埋立地（全域）、みなとみらい一丁目地先の公有水面埋立地（全域）                 |
| みなとみらい一丁目 | 1997年12月15日 | みなとみらい一丁目に隣接する公有水面埋立地（全域）                                                                 |
| みなとみらい一丁目 | 2005年10月31日 | みなとみらい一丁目                                                                                                 |
| みなとみらい二丁目 | 1989年10月2日  | 緑町、中区内田町、緑町に隣接する公有水面埋立地                                                                     |
| みなとみらい三丁目 | 1989年10月2日  | 緑町、中区桜木町、緑町に隣接する公有水面埋立地                                                                     |
| みなとみらい四丁目 | 1989年10月2日  | 高島一丁目、緑町、高島一丁目に隣接する公有水面埋立地、緑町に隣接する公有水面埋立地、高島一丁目地先の公有水面埋立地 |
| みなとみらい五丁目 | 1989年10月2日  | 高島一丁目に隣接する公有水面埋立地、高島一丁目地先の公有水面埋立地                                                 |
| みなとみらい五丁目 | 1990年11月19日 | 高島一丁目に隣接する公有水面埋立地（全域）、高島一丁目地先の公有水面埋立地（全域）                                 |
| みなとみらい五丁目 | 2005年10月31日 | 高島一丁目 |
| みなとみらい六丁目 | 2005年10月31日 | 高島一丁目、みなとみらい五丁目                                                                                     |

## 世帯数と人口
2025年（令和7年）6月30日現在（横浜市発表）の世帯数と人口は以下の通りである。なお、みなとみらい一丁目は人口0人、みなとみらい二丁目は秘匿のため、省略する。
| 丁目               | 世帯数    | 人口    |
| ------------------ | --------- | ------- |
| みなとみらい三丁目 | 187世帯   | 445人   |
| みなとみらい四丁目 | 2,647世帯 | 5,485人 |
| みなとみらい五丁目 | 1,187世帯 | 2,263人 |
| みなとみらい六丁目 | 318世帯   | 683人   |
| 計                 | 4,339世帯 | 8,876人 |

### 人口の変遷
国勢調査による人口の推移。
| 年                 | 人口  |
| ------------------ | ----- |
| 2000年（平成12年） | 39    |
| 2005年（平成17年） | 1,588 |
| 2010年（平成22年） | 7,539 |
| 2015年（平成27年） | 7,835 |
| 2020年（令和2年）  | 8,913 |

### 世帯数の変遷
国勢調査による世帯数の推移。
| 年                 | 世帯数 |
| ------------------ | ------ |
| 2000年（平成12年） | 17     |
| 2005年（平成17年） | 767    |
| 2010年（平成22年） | 3,723  |
| 2015年（平成27年） | 3,859  |
| 2020年（令和2年）  | 4,206  |

## 学区
市立小・中学校に通う場合、学区は以下の通りとなる（2024年11月時点）。
| 丁目               | 番地 | 小学校                         | 中学校                 |
| ------------------ | ---- | ------------------------------ | ---------------------- |
| みなとみらい一丁目 | 全域 | 横浜市立みなとみらい本町小学校 | 横浜市立横浜吉田中学校 |
| みなとみらい二丁目 | 全域 | 横浜市立みなとみらい本町小学校 | 横浜市立横浜吉田中学校 |
| みなとみらい三丁目 | 全域 | 横浜市立みなとみらい本町小学校 | 横浜市立横浜吉田中学校 |
| みなとみらい四丁目 | 全域 | 横浜市立みなとみらい本町小学校 | 横浜市立横浜吉田中学校 |
| みなとみらい五丁目 | 全域 | 横浜市立みなとみらい本町小学校 | 横浜市立横浜吉田中学校 |
| みなとみらい六丁目 | 全域 | 横浜市立みなとみらい本町小学校 | 横浜市立横浜吉田中学校 |

## 事業所
2021年現在の経済センサス調査による事業所数と従業員数は以下の通りである。
| 丁目               | 事業所数    | 従業員数 |
| ------------------ | ----------- | -------- |
| みなとみらい一丁目 | 38事業所    | 1,788人  |
| みなとみらい二丁目 | 692事業所   | 38,936人 |
| みなとみらい三丁目 | 386事業所   | 21,585人 |
| みなとみらい四丁目 | 223事業所   | 19,089人 |
| みなとみらい五丁目 | 26事業所    | 3,374人  |
| みなとみらい六丁目 | 49事業所    | 5,184人  |
| 計                 | 1,414事業所 | 89,956人 |

### 事業者数の変遷
経済センサスによる事業所数の推移。
| 年                 | 事業者数 |
| ------------------ | -------- |
| 2016年（平成28年） | 1,365    |
| 2021年（令和3年）  | 1,414    |

### 従業員数の変遷
経済センサスによる従業員数の推移。
| 年                 | 従業員数 |
| ------------------ | -------- |
| 2016年（平成28年） | 68,981   |
| 2021年（令和3年）  | 89,956   |

## 交通

### 鉄道
- 横浜高速鉄道みなとみらい線
- 新高島駅 - みなとみらい駅 -

### 道路
- 首都高速神奈川1号横羽線
  - みなとみらい出入口

## その他

### 日本郵便
- 郵便番号：220-0012[3]（集配局：神奈川郵便局[33]）

なお、以下のビルに関しては、階層の郵便番号が設定されている（下2桁が階層で設定されている）。
| ビル名                        | 階             | 郵便番号     |
| ----------------------------- | -------------- | ------------ |
| みなとみらいクイーンズタワーA | 1階〜35階      | 220-6001〜35 |
| みなとみらいクイーンズタワーA | 地階・階層不明 | 220-6090     |
| みなとみらいクイーンズタワーB | 1階〜28階      | 220-6101〜28 |
| みなとみらいクイーンズタワーB | 地階・階層不明 | 220-6190     |
| みなとみらいクイーンズタワーC | 1階〜21階      | 220-6201〜21 |
| みなとみらいクイーンズタワーC | 地階・階層不明 | 220-6290     |
| 横浜ランドマークタワー        | 1階〜70階      | 220-8101〜70 |
| 横浜ランドマークタワー        | 地階・階層不明 | 220-8190     |

### 警察
町内の警察の管轄区域は以下の通りである。
| 丁目               | 番・番地等 | 警察署     | 交番・駐在所     |
| ------------------ | ---------- | ---------- | ---------------- |
| みなとみらい一丁目 | 全域       | 戸部警察署 | みなとみらい交番 |
| みなとみらい二丁目 | 全域       | 戸部警察署 | みなとみらい交番 |
| みなとみらい三丁目 | 全域       | 戸部警察署 | みなとみらい交番 |
| みなとみらい四丁目 | 全域       | 戸部警察署 | みなとみらい交番 |
| みなとみらい五丁目 | 全域       | 戸部警察署 | みなとみらい交番 |
| みなとみらい六丁目 | 全域       | 戸部警察署 | みなとみらい交番 |